# Горський Долішній Тримбеш
Го́рський Долішній Тримбе́ш (болг. Горски долен Тръмбеш) — село у Великотирновській області Болгарії. Входить до складу общини Горішня Оряховиця.

## Населення
За даними перепису населення 2011 року у селі проживали 296 осіб.
Національний склад населення села:
| Національність   | Кількість осіб | Відсоток |
| ---------------- | -------------- | -------- |
| турки            | 175            | 59,1%    |
| болгари          | 117            | 39,5%    |
| Всього відповіли | 296            |          |

Розподіл населення за віком у 2011 році:
Динаміка населення: